# Boeus
Boeus (in greco antico: Βοῖος?; fl. III secolo a.C.) è stato uno scrittore e grammatico greco antico.

## Biografia
Boeus potrebbe essere vissuto all'inizio dell'età ellenistica, poiché era noto a Filocoro, vissuto nel III secolo a.C.

## Ornithogonia
Non sopravvive alcun frammento letterale della sua Ornithogonia, ma il mitografo Antonino Liberale, un grammatico greco del II secolo d.C., nelle sue Metamorfosi fornisce parafrasi in prosa di dieci trasformazioni in uccelli che sono assegnate da lui all'opera. Si tratta di dieci storieː Hierax, Egipio, Anto, Aedone, Meropis, Enoe, Eeropo, Clinis, la storia dei ladri (Phores) nella grotta dell'Ida e Polifonte. 
Lo scritto dovette godere di notevole successo, se l'amico del poeta Ovidio, Emilio Macro, probabilmente traducendolo in latino, scrisse anch'egli una Ornithogonia (di cui però è rimasto soltanto il titolo). Non è da escludere quindi che l'Ornithogonia di Boeus sia stata una preziosa fonte per Ovidio, che intorno all'8 d.C. terminò le Metamorfosi.